# رافاييل مورغان ألفاريز
رافاييل مورغان ألفاريز (بالإسبانية: Rafael Morgan Álvarez)‏ هو سياسي مكسيكي، ولد في 22 نوفمبر 1945. حزبياً، نشط في حزب العمل الوطني. وقد انتخب عضو مجلس الشيوخ من المكسيك وانتخب عضو مجلس النواب المكسيك.